# Calutron Girls

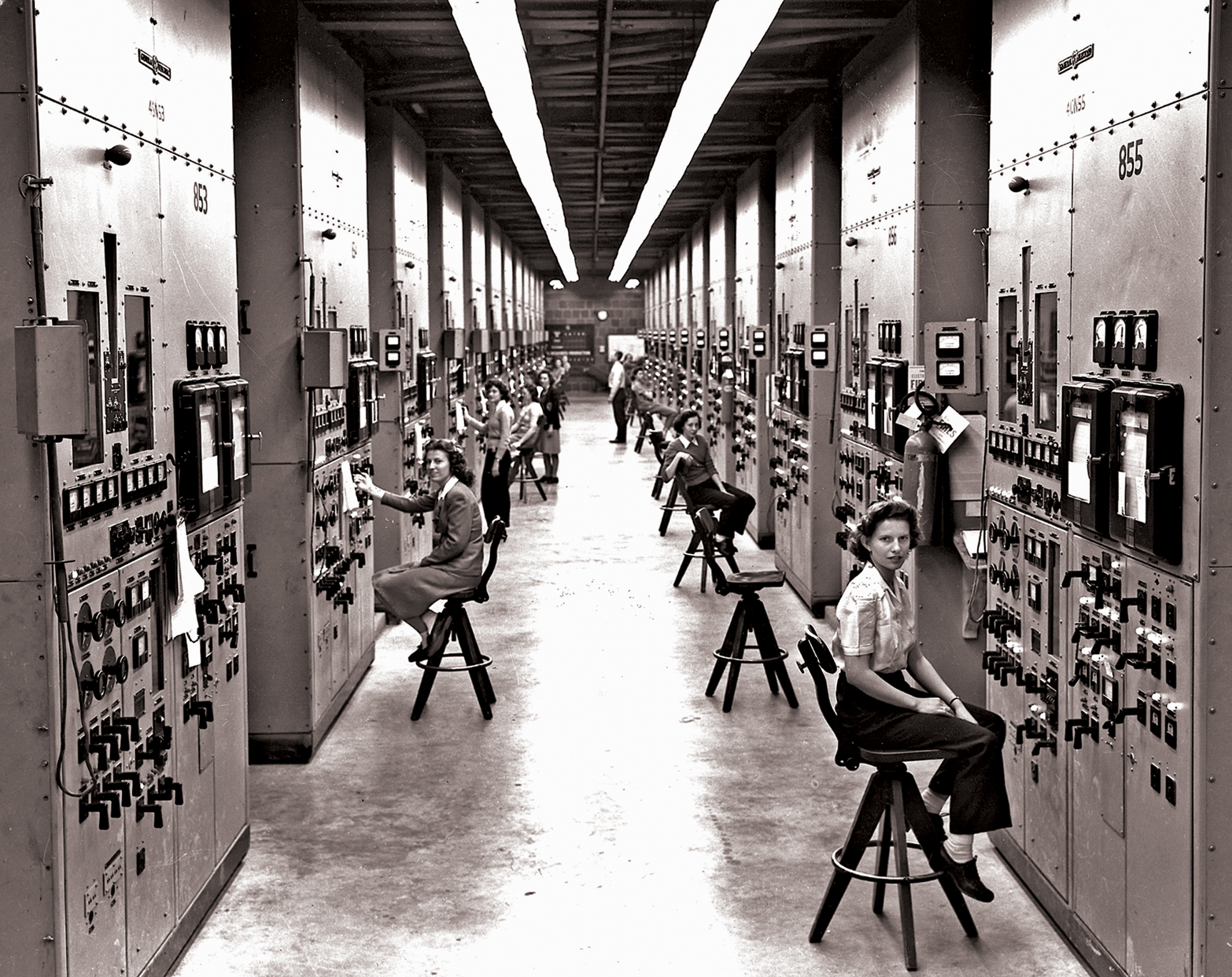
Calutron Girls fotografiadas por Ed Westcott en sus paneles de control del calutrón en Y-12.

Las Calutron Girls (en español: «Chicas del calutrón») eran un grupo de mujeres jóvenes, en su mayoría graduadas de la escuela secundaria, que se unieron al Proyecto Manhattan, los esfuerzos de la Segunda Guerra Mundial para desarrollar armas nucleares en las instalaciones del gobierno de los Estados Unidos ubicadas en Oak Ridge, Tennessee, entre 1943 y 1945. Aunque no se les permitió saber en ese momento, estaban monitoreando diales y mirando medidores para calutrones, espectrómetros de masas adaptados para la separación de isótopos de uranio. El uranio enriquecido se utilizó para fabricar la bomba atómica «Little Boy» para el bombardeo nuclear de Hiroshima el 6 de agosto de 1945.

## Antecedentes
Durante la Segunda Guerra Mundial, Estados Unidos estableció el Proyecto Manhattan para desarrollar armas nucleares. Esto requería uranio-235, el isótopo fisible del uranio. Sin embargo, la gran mayoría del uranio extraído del suelo es uranio-238, mientras que solo el 0,7% es U235. Los científicos desarrollaron varios procesos para separar los isótopos de uranio, incluida la separación electromagnética y la difusión gaseosa.
La fábrica Y-12 se construyó en Oak Ridge, Tennessee para albergar 1152 calutrones, una máquina utilizada para la separación de isótopos. La palabra «calutrón» es un acrónimo de California University Cyclotron («Ciclotrón de la Universidad de California»). Los calutrones, una variación de los espectrómetros de masas, funcionan combinando uranio con cloro para producir tetracloruro de uranio, que luego se ioniza y se coloca en una cámara de vacío con un campo magnético. Cuando las partículas cargadas se mueven a través del campo magnético, se mueven en una curva cuyo radio es proporcional a la masa de las partículas. Los dos isótopos difieren en masa en aproximadamente un 1 % y, por lo tanto, se pueden separar.
La operación era relativamente simple, pero requería que las personas monitorearan constantemente los calutrones. Debido a la escasez de mano de obra, no había suficientes científicos para operarlos todos, y muchos jóvenes luchaban en la guerra en el extranjero, por lo que el gobierno reclutó a campesinas para operar los calutrones en su lugar. Las mujeres locales fueron reclutadas porque estaban fácilmente disponibles, acostumbradas al trabajo duro y se esperaba que no hicieran demasiadas preguntas y que fueran leales y dóciles.

## Reclutamiento y entrenamiento
La Tennessee Eastman Company, que dirigía el sitio Y-12, reclutó a unas 10 000 mujeres locales entre 1943 y 1945 para operar los calutrones. Utilizaron una gran campaña de publicidad local para reclutar trabajadores. Un anuncio decía: «Cuando seas abuela, te jactarás de trabajar en Tennessee Eastman». Varias trabajadoras escucharon sobre los trabajos de amigos. Las razones para presentar la solicitud incluían la necesidad del dinero, tener pocas oportunidades de empleo y querer ayudar en el esfuerzo de guerra. El entrenamiento duró tres semanas.

## Vida en el trabajo

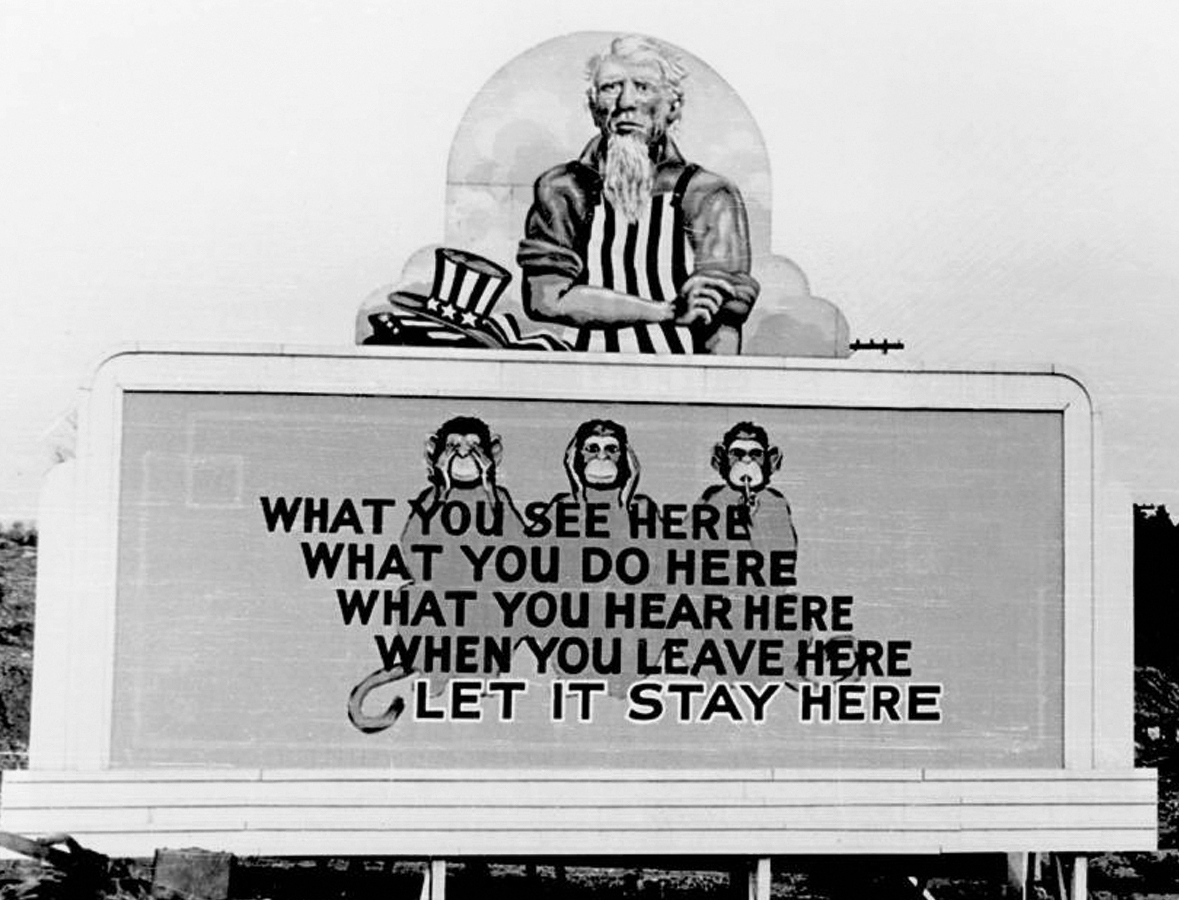
Un cartel publicitario en Oak Ridge que fomenta el secreto entre los trabajadores.

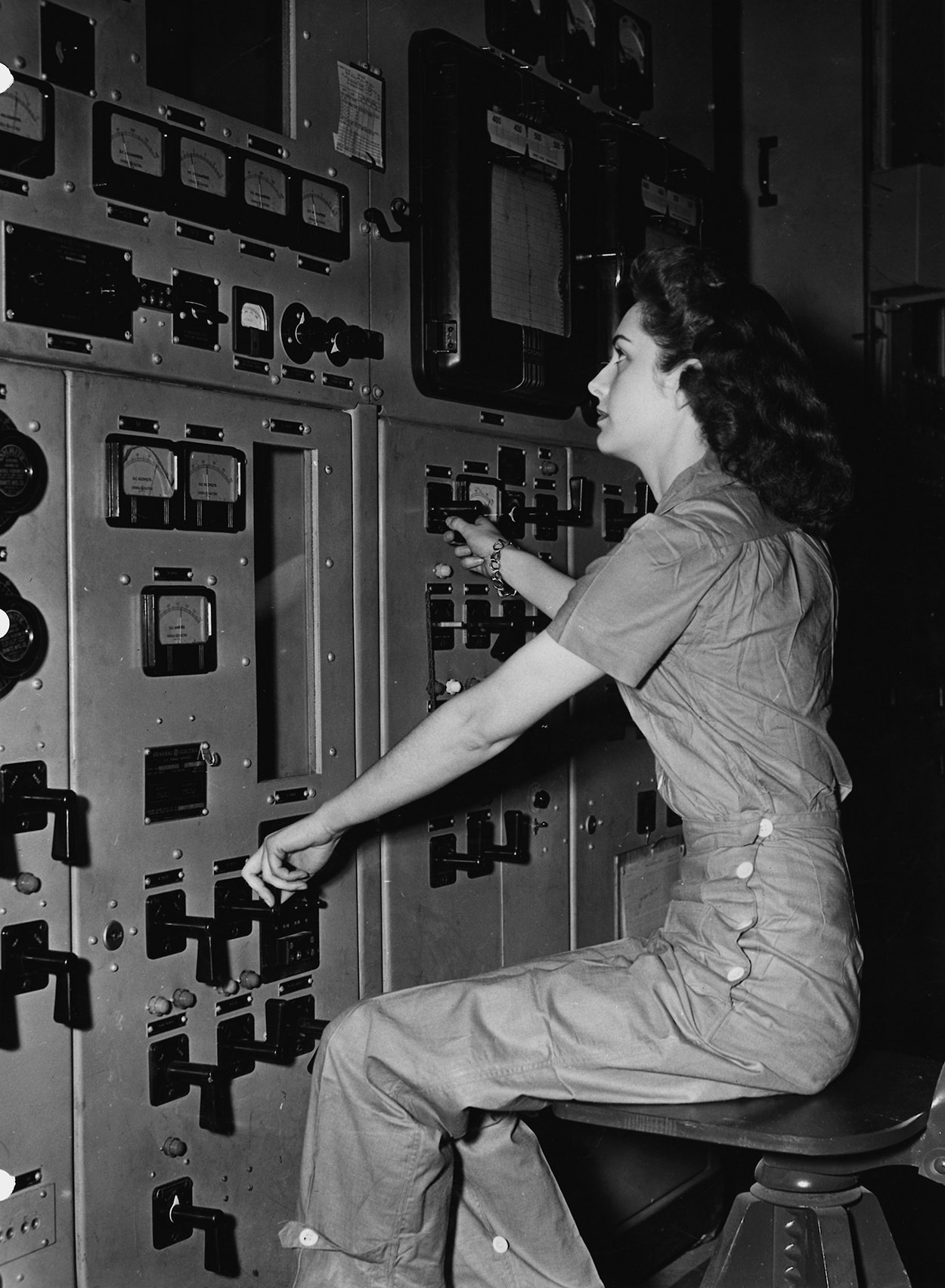
Una operadora de calutrones.

El secreto y la confidencialidad eran requisitos estrictos para su empleo. Según Gladys Owens, que era una de las Calutron Girls, un gerente de la instalación les dijo una vez: «Podemos capacitarlas sobre cómo hacer lo que se necesita, pero no podemos decirles lo que están haciendo. Solo puedo decirles que si nuestros enemigos se nos adelantan, ¡que Dios se apiade de nosotros!». Testimonios afirman que las mujeres que hablaban de lo que estaban haciendo desaparecían. Se dijo que una mujer joven que desapareció «murió por beber alcohol destilado ilegalmente». Si se entrometían demasiado en lo que estaban trabajando, eran reemplazadas. Se registraron los automóviles que entraban y salían, y se abrieron y leyeron las cartas.
Los trabajadores se sentaban en taburetes altos durante turnos de 8 horas, los siete días de la semana, monitoreaban los medidores y ajustaban las perillas para mantener las agujas donde se suponía que debían estar y registrar las lecturas. Las perillas estaban etiquetadas con letras crípticas. Las mujeres no sabían qué significaban las letras, pero aprendieron reglas como «si aumentas tu voltaje M y tu voltaje G, entonces el Producto golpeará la jaula de pájaros en el cuadro E en la parte superior de la unidad y si eso sucede, obtendrías las Q y R que querías». Tenían que asegurarse de que la máquina permaneciera a la temperatura correcta; si se calentaba demasiado, usaban nitrógeno líquido para enfriarlo. Si las agujas llegaban a un punto en el que no podían controlarlas, tenían que llamar a otra persona para que viniera a ayudar.
La ex-Calutron Girl Wynona Arrington Butler dijo: "Todos llevábamos pequeños dosímetros del tamaño de una pluma estilográfica. Parte de la firma de la salida de la planta era verificar la cantidad de radiación que habías absorbido todos los días".
En ese momento existía otro dispositivo calutrón en un laboratorio de la Universidad de California en Berkeley, dirigido por el físico Ernest Lawrence. La instalación allí fue operada por físicos profesionales capacitados. Cuando la instalación del calutrón Y-12 en Oak Ridge comenzó a funcionar, Lawrence deseaba que también fuera dirigida por físicos. Debido a la escasez de mano de obra durante la Segunda Guerra Mundial, la dotación de personal se destinó a granjeras. En un concurso de una semana, las mujeres superaron a los científicos en la eficiencia de la operación de calutrones. El mejor desempeño de las mujeres se atribuyó a su intenso enfoque en mantener un control preciso, a diferencia de los físicos, quienes se distraían persiguiendo problemas operativos.
Algunas Calutron Girls tenían más sentido de en lo que estaban trabajando que otras. Wynona Arrington Butler, que tenía algo de formación en química, dijo que ella y otras personas con antecedentes similares tenían cierta idea de lo que estaban haciendo. Sabían que estaban produciendo «el Producto», y supusieron que estaba en algún lugar cerca del final de la tabla periódica. Willie Baker, por otro lado, dijo: «Incluso cuando alguien dejó escapar que estábamos construyendo una bomba, no sabía lo que querían decir. Yo era solo una chica de campo. No entendía qué era una bomba atómica».

## Bombardeo y secuelas
Durante dos años, los calutrones de Y-12 habían producido alrededor de 140 lb (64 kg) de U235. Esto fue suficiente para fabricar la primera bomba atómica. El 6 de agosto de 1945, cuando Estados Unidos lanzó la primera bomba, «Little Boy», sobre Hiroshima, Japón, finalmente se les dijo a las Calutron Girls en qué habían estado trabajando. Algunas mujeres estaban trabajando y otras estaban en sus dormitorios cuando alguien llegó y les dijo que se había lanzado una bomba atómica sobre Japón y que todos los presentes habían participado en su fabricación.
Varias Calutron Girls tenían sentimientos encontrados sobre su participación en la fabricación de la bomba. Ruth Huddleston dijo que estaba muy feliz en ese momento, porque su novio estaba estacionado en Alemania y esto lo traería de vuelta. Le molestaba haber participado en la muerte de tanta gente, pero aceptó que «si no se hubiera arrojado la bomba, probablemente habrían muerto más personas... Pero incluso hoy, si pienso demasiado en ello me molesta». Wynona Arrington Butler tuvo una experiencia similar: en ese momento, estaba feliz de que la guerra hubiera terminado y las personas que conocía en el servicio pudieran volver a casa, pero con el tiempo, comenzó a preguntarse si era lo correcto.
A partir de 2020, solo quedaban unas pocas Calutron Girls mayores. Algunos, como Ruth Huddleston, compartían regularmente sus historias con el público, a menudo junto con el historiador de Oak Ridge, Ray Smith. Las mujeres son el tema del libro de no ficción The Girls of Atomic City de Denise Kiernan y la novela The Atomic City Girls de Janet Beard.

## Lectura adicional
- Kiernan, Denise (11 de marzo de 2014). The Girls of Atomic City: The Untold Story of the Women Who Helped Win World War II (en inglés). Simon and Schuster. ISBN 978-1-4516-1753-5.
- Smith, Ray (9 de febrero de 2013). 2006 Historically Speaking: As published in the Oak Ridger Newspaper (en inglés). p. 133. ISBN 978-1-257-23331-1.

- Datos: Q28869675